# Pechera (Ukraine)
Pechera, Ukraine (ukrainien: Печера, roumain: Peciora) est un village de l'oblast de Vinnytsia en Ukraine, situé le long de la rivière Bug dans la région de Tulchin (anciennement région de Shpikov). La population est de 700 habitants.

## Histoire
Le nom du village vient des grottes qui servaient d'abri aux habitants du village contre les attaques.
Pendant la Seconde Guerre mondiale, c'est le site du camp de concentration de Pechora où des milliers de Juifs ont été assassinés.

## Galerie
|                                                         |
| Marches vers la rivière depuis l'ancien palais Potocki. |

|                                        |
| Vue de l'église depuis la rivière Bug. |

|                                   |
| Statue au bord de la rivière Bug. |

|                                                                          |
| Mémorial dédié aux victimes des massacres de la Seconde Guerre mondiale. |

|                                                                          |
| Mémorial dédié aux victimes des massacres de la Seconde Guerre mondiale. |

|                                |
| La chapelle Potocki à Pechera. |